# 水口曳山祭

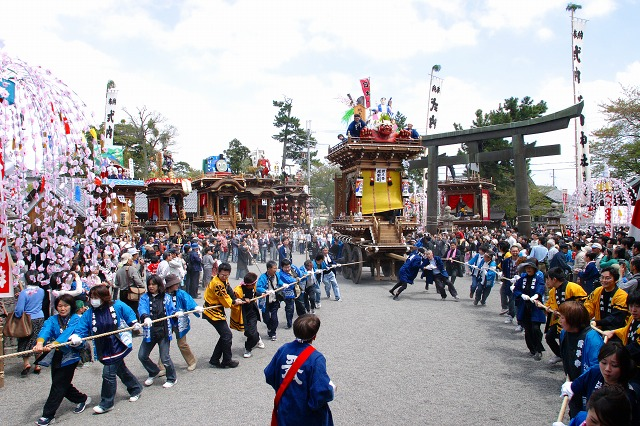
水口曳山祭

水口曳山祭（みなくちひきやままつり）とは、毎年4月20日に滋賀県甲賀市水口町宮の前に鎮座する水口神社の例大祭（一般に水口祭り〈みなくちまつり〉と呼ぶ）で行われる曳山行事を中心とした文化財としての指定名称である。滋賀県の無形民俗文化財に指定されている。近世地方都市に発生した山・鉾・屋台の出る祭礼の一典型であり、曳山（ヤマ）とダシ、囃子にその見所をもつ。

## 沿革

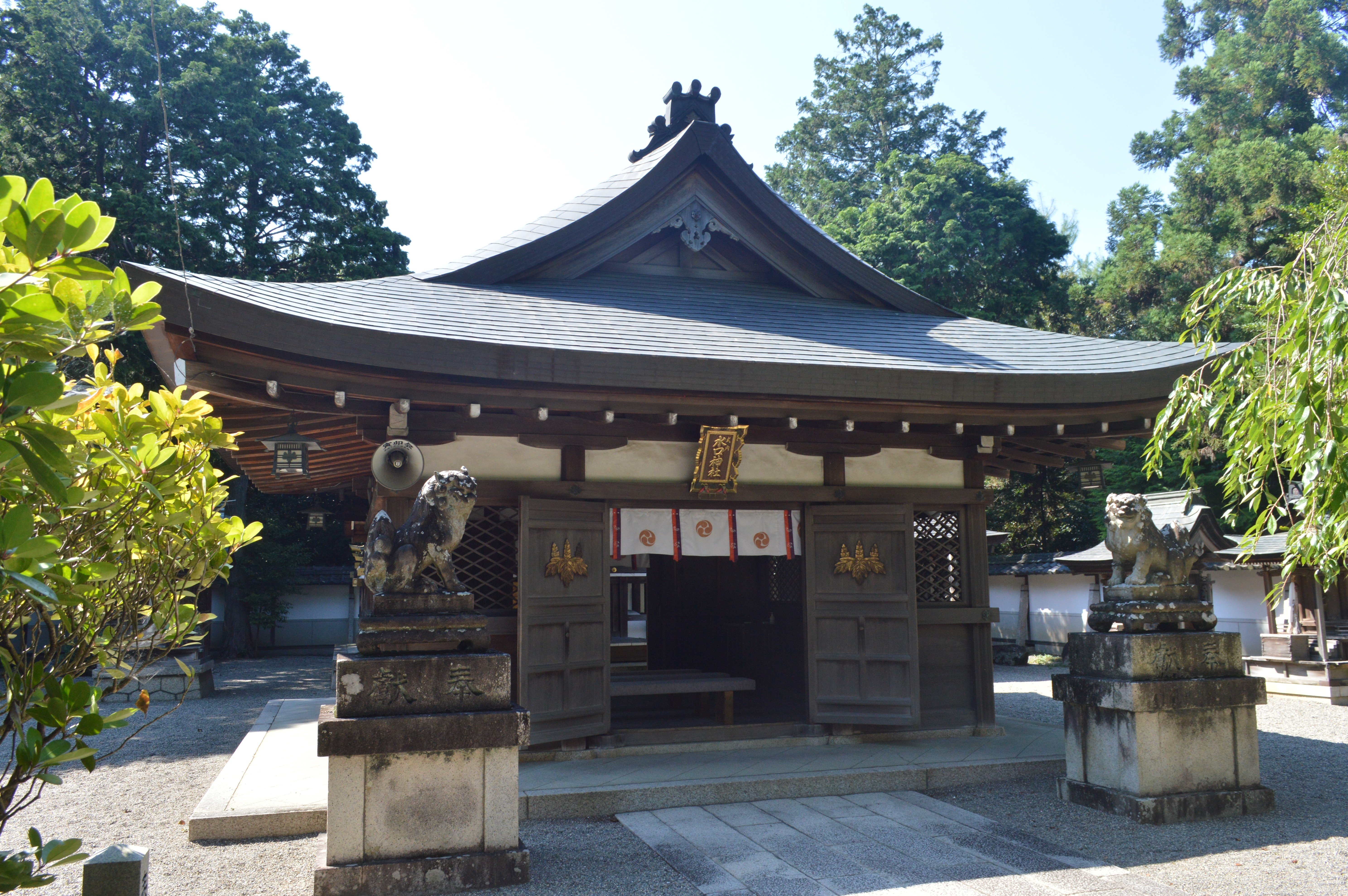
水口神社

甲賀市の中心市街地を形成する水口は、古代は東海道、中世は伊勢大路（都から伊勢神宮への参宮道）が通る要衝として開けた。天正13年（1585）秀吉の命によって水口岡山城が築かれるとその城下町として整備され、江戸時代にはいるとこの城下町がそのまま近世東海道の宿場町に転じ、天和２年（1683）以降はあわせて水口藩の城下町ともなり甲賀郡の主邑の地位を占めた。その水口を中心とした一帯の鎮守社であったのが美濃部大宮大明神（水口大宮とも）と呼ばれた現在の水口神社である。
毎年旧暦４月上申日に行われたその例祭は、もとは近江に通有の「郷祭り」であったが、江戸時代中期になるとその担い手として水口宿住民が台頭し、同社の神事や雨乞に際して、町ごとに風流（ふりゅう）の「練物（ねりもの）」（作り物や仮装、踊りなどの行列）を出すようになり、祭りのあり方も大きく変容、その流れのなかで享保20年（1735）には町方から9基の曳山を新造・奉納し、以後曳山巡行を中心とした都市型祭礼へ転じていく。これは地方の城下町や在郷町の鎮守の祭りが、地域の経済的成長を背景として変容し、練物や山鉾を見所とするの祭礼へと展開していく典型例といえる。なお祭礼当日、曳山非所有町および巡行非番町が奉納する纏田楽（まといでんがく）は、出し物が曳山だけに収斂していく以前の練物における町印（一種のプラカード）の名残りと考えられる。
その後曳山の数も増し、宿内の町ごとに曳山を保有するようになり（およそ30基ほどが確認できる）。巡行ごとに芝居などから題をとった作り物も飾られるようになる。近郷からの見物客を集めるとともに、藩主加藤氏の在城年には水口城内での桟敷見物も行われ、近江地方を代表する曳山祭礼の一つと目されるようになった。
1868年（明治元年）の明治維新後、祭日を太陽暦へ改めるとともに、郷祭りの痕跡も払拭されるなど祭式も近代化した。1896年（明治29年）、現行日（4月20日）を祭日とすることに決し、現在に至っている。
1985年（昭和60年）3月29日、水口祭保存振興会を保存団体として滋賀県の無形民俗文化財に指定された。
2020年（令和2年）3月14日、天神町曳山の見送り幕（市指定文化財）が復元新調され、関係者へ披露された。県6割、市2割の補助を受け、2年間で約1,000万円を投じて新調された。
同年3月25日、新型コロナウイルス感染症の拡大に伴い、この年の祭りの開催中止が報じられた。関係者による神事のみ執り行う。

## 曳山の概要
江戸時代中期以降祭礼の主役となった曳山（地元では一般に「ヤマ」と称す）は、二層露天構造の作り山で、御所車四輪、非解体式（ふだんは各町内の山倉に収蔵）。現在17町内で16基の曳山を伝えており、いずれも甲賀市の有形民俗文化財に指定されている。水口曳山祭では例年その中の5基から8基程度が奉納される。
基本的には白木造で、正面に向拝をもち上層部に庇や破風をめぐらし、彫刻で飾るなどさながら動く社殿の趣がある。江戸時代後期には現在の構造形式に近い姿を完成していたと推測されるが、旅籠町の曳山のように向拝や破風をもたず、前後の意匠にほとんど違いのないものを「重箱山」と呼び、これが古い形とされる。現存する曳山の大半は江戸時代後期後半から幕末にかけて建造されたもので、この構造形式をもつものとしてはおそらく２代目にあたると思われる。現存するものより古い時期の曳山と考えられるものが三重県亀山市（関町）など近隣に売却され現存しているが、それらは車台部分と屋台部分が構造的に分かれており、心棒を軸として屋台部分が回転する構造になっている。水口に現存する「重箱山」は回転の構造はないが、前代の意匠を引き継いだものと考えられる。屋台部が回転する構造は関東地方に現存する江戸型山車にも見られるもので、後述する江戸系ともされる水口囃子の存在とあわせて注意を要する。
曳山の巡行は前テコ・後テコ・端テコと曳綱を使用して動きを制御し、とくに辻などでの方向転換では、前テコで曳山を傾ける間に曳山の下部に突きだした芯棒（重心になる）に枕をかいこみ、全車輪を浮かせて人力で回転させる。この方法をギリ廻しと呼び、近江国内では水口および同構造の日野曳山祭に見られる。

### 曳山のダシと懸装品
巡行の年には曳山の露天部分に芝居などの一場面を表す作り物を飾る。これを「ダシ」（漢字で｢山車」と書くのは誤り）と呼ぶ。ダシを飾ることは史料上は文政期にはすでに一般化しており、太閤記や忠臣蔵の一場面が構成されていた。ダシは巡行ごとに題を替え、趣向をこらすのが決まりであるが、現在は一部町内で固定化し（例外として柳町は江戸時代から神功皇后の鮎釣の姿に固定）、また大河ドラマやアニメに題材を求める傾向が見られる。いずれにしても曳山が「建造物」として固定化していくなかで、年々に変化して人の眼を楽しませるのがダシの役割であり、練物以来の風流の精神を継承したものとといえ、水口の曳山の大きな特色をなしている。
このほか、曳山を飾る懸装品には猩々緋の毛氈幕を中心に、西陣製綴織や刺繍の幕が用いられるが、とくに天神町には「朝鮮毛綴」とも呼ばれる舶載のものが伝えられ、少なくとも17世紀に遡る貴重な資料として注目される。

## 曳山行事の流れ
3月の中頃より曳山巡行の出番に当たった町内では囃子の稽古を始めるとともに、若衆を中心にダシ作りに取りかかる。4月8日に水口神社で曳山と纏田楽の渡行順序を決めるくじ取り式が行われ、祭礼当日までの1週間に曳山の調子を確かめる地渡り（じわたり）と呼ぶ曳き初めが行われる。19日は宵宮祭（よみやまつり）で、水口神社では神輿を拝殿に飾り宵宮祭が執行される。各町内では曳山を山倉の前に出して提灯を飾り付けるとともに宵宮囃子を奏でるなどして祭の気分を盛り上げる。
20日の当日は、朝から曳山と纏田楽が各町内を出発して、いったん弟殿（おとんど）と呼ばれる御旅所（現松栄の国造神社）へ参集、曳山にダシを飾り付けてから、くじで決まった順番で水口神社へ進発する。松並木の参道を囃子を響かせながら進む姿は印象的である。曳山の動きは、その年の町の責任者である町代（ちょうだい）か、若い衆の長である若長（わかちょう）が拍子木を打って采配する。曳山が動くあいだは曳山上で必ず囃子を奏でる。神社に到着すると神前で奉納曲を囃し、その後境内の所定位置に固定する。これらと平行して神前では例大祭の神事が執行され、続いて神輿の渡御が行われる。その後、各曳山は所定の時間に従って囃子を奏でる。夕刻に神輿が境内に還御すると、曳山からダシを降ろすとともに提灯に点灯して各町内に戻る。これを帰り山という。祭礼終了後、日を改めて曳山や山倉の後片付けを行い慰労の席をもつ。これを後宴（ごえん）という。

## 曳山保有の町内
曳山を保有し、曳山巡行と囃子を伝承するのは、江戸時代の水口宿を構成した町（マチ・チョウ）で、大きく東海道上の「石橋」を境に東西に分けられる。その中で現在曳山を保有する山町（やまちょう）は以下の通りである（このほか多くの町がかつて曳山を保有していた〈明治末年の電線架設までは20基存在〉）。
東部13町内（12基）
- 田町と片町（水口町秋葉。2町内で1基）
- 松原町（元町）
- 作坂町（元町）
- 旅籠町（元町）
- 東町（本町1丁目・神明・京町・高塚・元町）
- 大池町（京町）
- 柳町（本町1丁目）
- 平町（水口・平町）
- 湯屋町（元町）
- 池田町（京町）
- 大原町（本町1丁目）
- 呉服町（本町1丁目）

西部4町内（4基）
- 米屋町（本町3丁目）
- 天王町（八光・八坂）
- 河内町（八光・八坂）
- 天神町（城東）

## 水口囃子（水口ばやし）

### 水口囃子の概要
曳山が巡行する際にはかならず囃子が奏でられる。これが「水口囃子（みなくちばやし）」である。本来は（正確には現在も）たんに「ハヤシ」とか「ヤマのハヤシ」などと称してきたが、すでに戦前から祭り以外で演奏された記録があり、とくに昭和30年代以降、観光振興や文化財保護からの要請ともあいまち脚光を浴びるようになり、演奏団体が結成され対外的な演奏機会も増えたことから、「水口囃子」の名が定着するようになった。曳山囃子としては、秩父屋台囃子などとならんで全国的な愛好者をもち、郷土芸能サークルや太鼓グループなどにおいてしばしばその演目に取り上げられているのも他に例がない。なお、無形民俗文化財としての水口曳山祭にはこの囃子を含んでおり、囃子が独立して指定されているわけではない。
近隣の郷鎮守社祭礼のありかたを考えると、練物や曳山登場以前にも、四月神事に何らかの囃子を伴う芸能があった可能性があるが、水口囃子との関係は不明。また馬鹿囃子など現行曲の曲名や曲調、楽器構成などから、江戸の祭り囃子の影響が想定されるが、現在伝承される江戸系の祭り囃子と一致するわけではない。ただ水口では江戸詰の水口藩士が江戸囃子を伝えたという伝承が古くから行われてきた。米屋町所蔵のやや小ぶりの鋲打ち大太鼓には、江戸の太鼓屋の焼印があり、また片町には江戸でヨスケと呼ばれる小ぶりの摺鉦が残るのは注目される。実際には藩士でなくとも奉公人が習い覚えて持ち込んだ可能性もあろう。いずれにしても、幕末期には現在と同様の楽器編成と曲をもつ囃子が、現在と同構造の曳山上（一階部分）で囃されていたことは間違いない。なお隣接する日野町の日野曳山祭は、曳山の構造形式とあわせて囃子も水口のものと同系統であるのも注意される。
囃子の伝承は曳山を所有する各町を単位として行われ、その担い手を囃子子（はやしこ）という。稽古は未就学児から参加し先輩から指導をうけ各楽器を習得する。基本は見まね聴きまねであるが口唱歌も用いられる。古くは家持ちの長男のみがその伝承に携わることができたが、近年ではその伝承に困難が生じていることから女子の参加や、山町を越えた継承活動も一般化しつつある。近年、水口神社境内で囃子子が曳山から降り、子どもを中心に観衆の前で囃子を披露し喝采を浴びる光景がみられる。曳山から降りて囃すのは本来の姿ではないが、このような様相を含め、水口曳山祭においてとくに囃子が突出した状況が見られるのは、前記した外に向かっての発信の歴史に加え、行事の伝承のため、さらには地域社会の維持・活性化にこの囃子が果たしている社会的機能が、担い手に強く意識されているからであろう。

### 使用楽器と編成
水口囃子に用いられる楽器は、大太鼓、小太鼓、摺鉦、篠笛の4種で、基本的な編成は以下の通りである。
- 大太鼓1人 - 多くは鋲打ちのものを用いるが、一部に桶胴の締太鼓を使用する山町がある。
- 小太鼓2人 - 「シ」または「ヂ(ジ)」と呼ばれる一定の音を出す者と、「タマ」と呼ばれる曲によって音を変える者とが担当する。締太鼓を用いる。
- 鉦2人 - 小太鼓同様「タマ」と「シ(ヂ)」に分かれる。鉦を膝の上に載せて揺らしながら、内側を叩く独特の奏法を見せる。ちなみに当初は寺の伏せ鉦の脚を切断したものを使用していたという。鉦の「バイ(バチ)」は頭(先端)部分に鹿の角、持ち手部に竹が使用されているが、最近は樹脂で作製されたものを使用しているところもある。
- 篠笛3人 - 囃子を先導する親笛1丁と子笛2丁の3丁からなる。一般的には六本調子のものが用いられる。

### 囃子の曲と機能
水口囃子には、現行曲として以下のものがあり、大きく曳山の巡行を囃すためのものと、奉納を目的に水口神社の境内神前で奏でられるものとに二分される。前述した「石橋」を境として東西で名称が異なり曲調にも小異があるのは、もともと町の成り立ちが異なる東西両地区の対抗心に発するころがあると考えられる。さらに細かくいえば各町ごとに微妙な差異があるが、それはかえって囃子が各山町を基盤として伝承されてきたことを反映するものといえよう。
　 ①巡行の際に囃す曲　
　〈馬鹿囃子〉と〈四丁目〉
曳山が平坦な道を進む時に囃す巡行の基本となるゆったりとした曲で、従って水口ばやしの最も基本的な曲とされる。「馬鹿囃子（ばかばやし）」（単に「馬鹿」とも）は東地区、「四丁目（しちょうめ）」（「仕丁目」とも書く）は西地区での曲名。「四丁目」は「馬鹿囃子」に比べて曲調が豊富で、「マッタマッタ」と全国的にも珍しいと言われる独特の地打ちを挟む。
　〈大廻〉と〈返し〉
下り坂や辻にさしかかった時や曳山の方向転換（ギリ廻し）を行う時に、速度を押さえ、引き手に注意を喚起するために奏される、「馬鹿囃子」や「四丁目」以上にゆっくりとした曲調で、「大廻（おおま）」は東地区、「返し」は西地区での曲名。「返し」は「ヒヒリヤ」とも通称され、「四丁目」から次の「屋台」への移行を円滑に行う役割も担っている。
　〈八妙〉と〈屋台〉
水口囃子の中で最も速度が速く、曳山が上り坂にさしかかった時や神社境内に入る時（宮入り）、曳き手を力づけるように囃す勇荘活発な曲。近年では巡行途中に見せ場として演奏されることもある。演奏の難易度も高く、8つの楽器の奏者が、それぞれ技を競い合って妙なる調べを発するためにこの名を持つという。「八妙（やたえ）」は東地区、「屋台（やたい）」は西地区での呼称。なお東地区でも、屋台ばやしというところもある。「屋台」は「八妙」に比べて軽妙で、玉打ちという頭を下げる独特の動作を行う。
②境内神前で囃す曲　
　〈額(楽)〉・〈大蛇〉と〈大馬〉
水口神社の境内に入った曳山が神前に奉納するための特別な曲で、祭礼当日に各町の山蔵を出発する時にも奏される。｢額（がく）｣（「楽」とも書く）は東部地区の田町、片町、松原町、作坂町、旅籠町、東町に伝承され、水口ばやしで唯一大太鼓を使用しない曲となっている。「大蛇（おろち）」は東部地区の大池町、柳町、平町、湯屋町、池田町、大原町、呉服町に伝承されており、始め荘重にして次第に重みを増していく曲調となっている。「大馬（おうま/おんま）」は西地区に伝承される「大蛇」に似た曲調の曲である。なお、この3曲は2回繰り返すのが正式とされている。なお演奏時には他の曲とは異なり、特に鉦と太鼓の打ちようを記号で記した譜を用いる。

このほか明治の末頃までは、龍笛を用いる「神楽囃子」などがあり、また興にのれば「伊勢音頭」や「江州音頭」などの俗曲も演奏して祭礼を盛り上げた。現在も帰り山の際自町内に近づくと「伊勢音頭」を囃す町内がある。